# Miller Huggins
Miller James Huggins (27 de marzo de 1878-25 de septiembre de 1929) fue un jugador profesional de béisbol jugador y mánager estadounidense. Huggins jugó segunda base para los Cincinnati Reds (1904–1909) y los St. Louis Cardinals (1910-1916). Dirigió a los Cardinals (1913-1917) y a los New York Yankees (1918-1929), incluidos los equipos de la fila de los asesinos (Murderers' Row) de la década de 1920 que ganaron seis banderines de la Liga Americana y tres campeonatos de las series mundiales.
Huggins nació en Cincinnati. Recibió una licenciatura en derecho de la Universidad de Cincinnati, donde también fue capitán en el equipo de béisbol. En lugar de servir como abogado, Huggins eligió seguir una carrera profesional en el béisbol. Jugó semiprofesional y béisbol de ligas menores desde 1898 hasta 1903, momento en el que firmó con los Reds.
Como jugador, Huggins era experto en llegar a la base. También fue un excelente segunda base, ganándose los apodos de "Conejo"("Rabbit"), "Pequeño en todas partes"("Little Everywhere") y "Ácaro poderoso" ("Mighty Mite") por su destreza defensiva y más tarde fue considerado un gerente inteligente que entendió los fundamentos del juego. A pesar de presentar equipos exitosos para los Yankees en la década de 1920, continuó haciendo cambios de personal para mantener la superioridad de sus equipos en la Liga Americana. Fue elegido miembro del Salón Nacional de la Fama del Béisbol por el comité de Veteranos en 1964.